# Open BLS de Limoges 2024
L'Open BLS de Limoges 2024 è un torneo di tennis femminile giocato sul cemento indoor. È la 17ª edizione del torneo, facente parte del WTA 125 2024. Il torneo si gioca al Palazzetto dello sport di Beaublanc di Limoges in Francia dal 9 al 15 dicembre 2024.

## Partecipanti

### Teste di serie
| Nazionalità | Giocatrice             | Ranking* | Testa di serie |
| ----------- | ---------------------- | -------- | -------------- |
|             | Ekaterina Aleksandrova | 28       | 1              |
| Ucraina     | Dajana Jastrems'ka     | 33       | 2              |
| Francia     | Clara Burel            | 73       | 3              |
|             | Anna Blinkova          | 75       | 4              |
|             | Ėrika Andreeva         | 79       | 5              |
| Spagna      | Nuria Párrizas Díaz    | 99       | 6              |
| Svizzera    | Viktorija Golubic      | 109      | 7              |
|             | Anastasija Zacharova   | 112      | 8              |
| Francia     | Océane Dodin           | 113      | 9              |

* Ranking al 2 dicembre 2024.

### Altre partecipanti
Le seguenti giocatrici hanno ricevuto una wild card per il tabellone principale:
- Ekaterina Aleksandrova
- Belinda Bencic
- Carole Monnet
- Margaux Rouvroy
- Lilli Tagger
- Dajana Jastrems'ka

Le seguenti giocatrici sono passate dalle qualificazioni:
- Alina Čaraeva
- Yasmine Mansouri
- İpek Öz
- Patricia Maria Țig

Le seguenti giocatrici sono entrate in tabellone come lucky loser:
- Manon Léonard
- Ekaterina Makarova

### Ritiri
Prima del torneo
- Belinda Bencic → sostituita da  Manon Léonard
- Clara Burel → sostituita da  Ekaterina Makarova

## Partecipanti al doppio

### Teste di serie
| Nazione     | Giocatrice             | Nazione     | Giocatrice    | Rank1 | Seed |
| ----------- | ---------------------- | ----------- | ------------- | ----- | ---- |
|             | Ekaterina Aleksandrova |             | Jana Sizikova | 109   | 1    |
| Regno Unito | Emily Appleton         | Regno Unito | Maia Lumsden  | 171   | 2    |

* Ranking al 2 dicembre 2024.

### Altre partecipanti
La seguente coppia di giocatrici ha ricevuto una wild card per il tabellone principale:
- Elsa Jacquemot /  Margaux Rouvroy

## Campionesse

### Singolare
Viktorija Golubic ha sconfitto in finale  Céline Naef con il punteggio di 7-5, 6-4.

### Doppio
Elsa Jacquemot /  Margaux Rouvroy hanno sconfitto in finale  Ėrika Andreeva /  Séléna Janicijevic con il punteggio di 6-4, 6-3.